# Liste der Biografien/Cars
Liste der Biografien |
Portal Biografien |
Personensuche
# |
A |
B |
C |
D |
E |
F |
G |
H |
I |
J |
K |
L |
M |
N |
O |
P |
Q |
R |
S |
T |
U |
V |
W |
X |
Y |
Z |
?
 
Ca |
Cb |
Cc |
Ce |
Ch |
Ci |
Cj |
Ck |
Cl |
Cm |
Cn |
Co |
Cr |
Cs |
Ct |
Cu |
Cv |
Cw |
Cy |
Cz
 
Caa–Cag |
Cah |
Cai |
Caj |
Cak |
Cal |
Cam |
Can |
Cao–Cap |
Caq |
Car |
Cas |
Cat–Caz
 
Cara |
Carb |
Carc |
Card |
Care |
Carf |
Carg |
Carh |
Cari |
Carj |
Cark |
Carl |
Carm |
Carn |
Caro |
Carp |
Carq |
Carr |
Cars |
Cart |
Caru |
Carv |
Carw |
Cary |
Carz
Die Liste der Biografien führt alle Personen auf, die in der deutschsprachigen Wikipedia einen Artikel haben. Dieses ist eine Teilliste mit 168 Einträgen von Personen, deren Namen mit den Buchstaben „Cars“ beginnt.

## Cars
- Cars, Laurence des (* 1966), französische Kunsthistorikerin und Kuratorin
- Cars, Max (1894–1961), deutscher Vorsitzender einer jüdischen Landesgemeinde

### Carsa
- Carsana, Pietro (1814–1887), italienischer Theologe, Bischof von Como

### Carsc
- Carsch, Gustav (1850–1895), deutscher Unternehmer und Gründer einer Kaufhauskette
- Carsch, Paul (1876–1951), deutscher Einzelhandels-Unternehmer

### Carse
- Carse, Adam (1878–1958), englischer Sammler und Komponist
- Carse, Alexander († 1843), schottischer Maler und Zeichner
- Carse, Brydon (* 1995), englischer Cricketspieler
- Carsen, Robert (* 1954), kanadischer Regisseur und Opernregisseur

### Carsi
- Çarşı, Mustafa (* 1992), türkischer Straßenradrennfahrer

### Carsl
- Carslaw, Horatio Scott (1870–1954), schottisch-australischer Mathematiker
- Carsley, Lee (* 1974), irischer Fußballspieler und -trainerLee Carsley (* 1974)

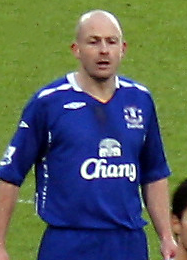
Lee Carsley (* 1974)

### Carso
- Carsolio, Carlos (* 1962), mexikanischer Bergsteiger
- Carson, Alton (1953–2020), US-amerikanischer Jazz- und Bluesmusiker (Gesang, Tuba)
- Carson, Alyssa (* 2001), US-amerikanische Frau
- Carson, André (* 1974), US-amerikanischer Politiker der Demokratischen Partei
- Carson, Anne (* 1950), kanadische Dichterin, Essayistin, Übersetzerin und Professorin für Klassik
- Carson, Ben (* 1951), US-amerikanischer Neurochirurg und Politiker (Republikaner)Ben Carson (* 1951)

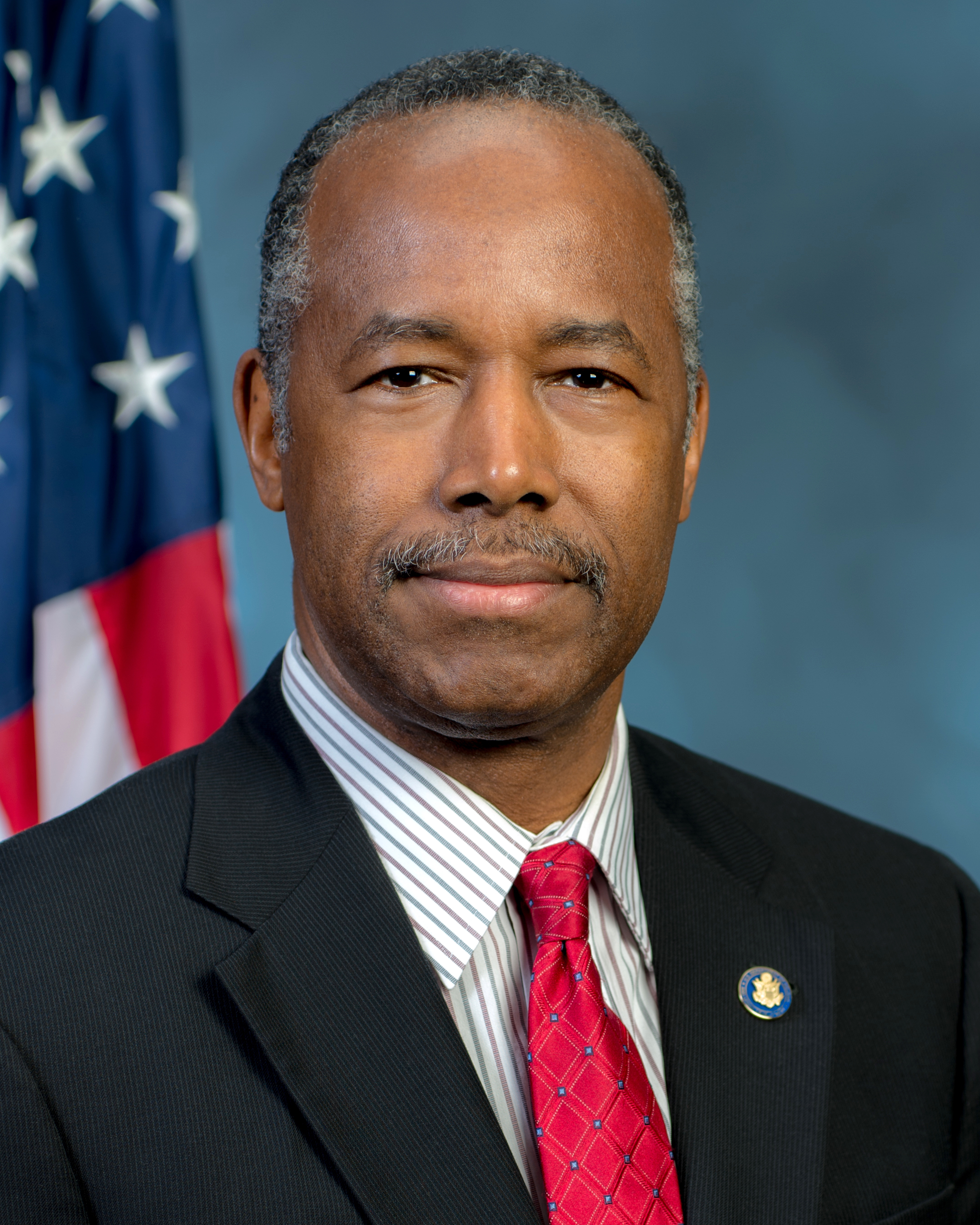
Ben Carson (* 1951)

- Carson, Brad (* 1967), US-amerikanischer Politiker
- Carson, Brett (* 1985), kanadischer Eishockeyspieler und -scout
- Carson, Chris (* 1994), US-amerikanischer American-Football-Spieler
- Carson, Ciaran (1948–2019), nordirischer Schriftsteller
- Carson, Clarice (1929–2015), kanadische Opernsängerin (Sopran)
- Carson, Darwyn, Schauspielerin
- Carson, David (* 1948), britischer Regisseur
- Carson, David (* 1956), US-amerikanischer Typograf, Grafiker, Designer, Lehrer und Surfer
- Carson, Donald A. (* 1946), kanadischer calvinistischer Theologe, Neutestamentler in Deerfield und Buchautor
- Carson, Eden (* 2001), neuseeländische Cricketspielerin
- Carson, Edward (1854–1935), irisch-britischer Politiker, Mitglied des House of Commons
- Carson, Ernie (1937–2012), US-amerikanischer Jazzmusiker
- Carson, Essence (* 1986), US-amerikanische Basketballspielerin
- Carson, Fiddlin’ John († 1949), US-amerikanischer Country-Musiker
- Carson, Gladys (1903–1987), britische Schwimmerin
- Carson, Hamish (* 1988), neuseeländischer Mittel- und Langstreckenläufer
- Carson, Harry (* 1953), amerikanischer American-Football-Spieler
- Carson, Henderson H. (1893–1971), US-amerikanischer Politiker
- Carson, Hunter (* 1975), US-amerikanischer Schauspieler, Regisseur, Produzent und Drehbuchautor
- Carson, Jack (1910–1963), kanadisch-amerikanischer SchauspielerJack Carson (1910–1963)

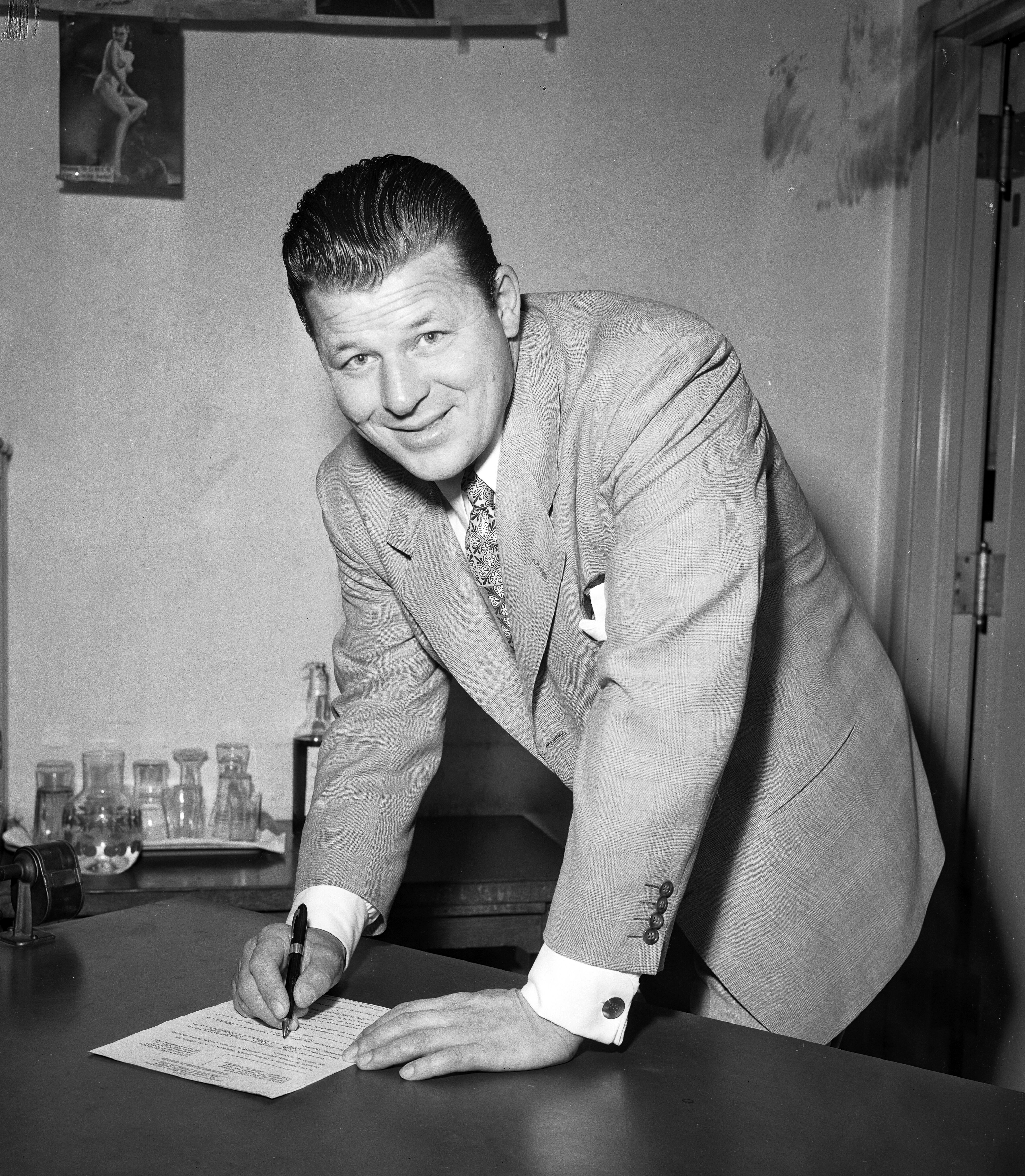
Jack Carson (1910–1963)

- Carson, James (1901–1964), US-amerikanischer Wasserballspieler
- Carson, James (1918–2007), US-amerikanischer Old-Time- und Country-Musiker
- Carson, Jeff (1963–2022), US-amerikanischer Country-Sänger
- Carson, Jimmy (* 1968), US-amerikanischer Eishockeyspieler
- Carson, John (1927–2016), britischer Schauspieler
- Carson, John Renshaw (1886–1940), US-amerikanischer Nachrichtentechniker
- Carson, Johnnie (* 1943), US-amerikanischer Diplomat
- Carson, Johnny (1925–2005), US-amerikanischer Entertainer
- Carson, Julia (1938–2007), US-amerikanische Politikerin der Demokratischen Partei
- Carson, Ken (* 2000), amerikanischer Rapper und Musikproduzent
- Carson, Kit (1809–1868), US-amerikanischer Pionier und Trapper
- Carson, L. M. Kit (1941–2014), US-amerikanischer Schauspieler, Produzent und Drehbuchautor
- Carson, Lisa Nicole (* 1969), US-amerikanische Schauspielerin
- Carson, Lumumba (1956–2006), US-amerikanischer Rapmusiker
- Carson, Martha (1921–2004), US-amerikanische Country-Gospel-Sängerin
- Carson, Paul (* 1949), nordirischer Arzt und Autor
- Carson, Rachel (1907–1964), US-amerikanische Zoologin, Biologin und Autorin
- Carson, Robert (1909–1979), kanadischer Schauspieler
- Carson, Robert (1909–1983), US-amerikanischer Drehbuchautor und Schriftsteller
- Carson, Samuel Price (1798–1838), US-amerikanischer Politiker
- Carson, Scott (* 1985), englischer Fußballspieler
- Carson, Silas (* 1965), britischer Schauspieler
- Carson, Sofia (* 1993), US-amerikanische Schauspielerin und SängerinSofia Carson (* 1993)

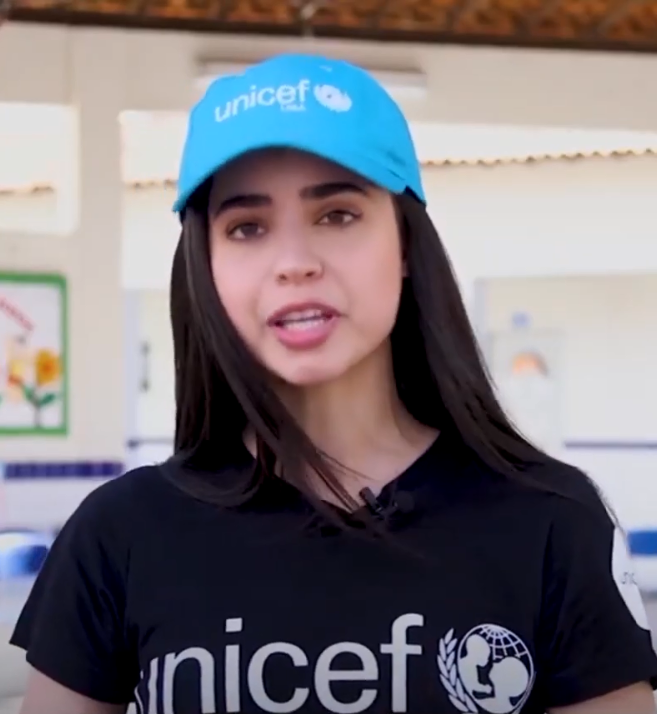
Sofia Carson (* 1993)

- Carson, Stewart (* 1976), südafrikanischer Badmintonspieler
- Carson, Sunset (1920–1990), US-amerikanischer Western-Schauspieler
- Carson, Tee (1929–2000), US-amerikanischer Jazzmusiker (Piano)
- Carson, Towa (* 1936), schwedische Schlagersängerin
- Carson, Wayne (1942–2015), US-amerikanischer Country-Musiker

### Carss
- Carss, William Leighton (1865–1931), US-amerikanischer Politiker

### Carst
- Carstairs, Henrietta, britische Bergsteigerin
- Carstairs, Joe (1900–1993), britische Unternehmerin, gesellschaftliche Persönlichkeit und Motorbootrennfahrerin
- Carstairs, John Paddy (1910–1970), britischer Schriftsteller, Filmregisseur und Drehbuchautor
- Carstairs, Sharon (* 1942), kanadische Autorin und Politikerin
- Carstanjen, Ernst (1836–1884), deutscher Chemiker
- Carstanjen, Friedrich (1864–1925), deutscher Kunsthistoriker und Vertreter des Empiriokritizismus
- Carstanjen, Max (1856–1934), deutscher Maschinenbau-Ingenieur und Wirtschafts-Manager
- Carste, Hans (1909–1971), deutscher Komponist und Dirigent
- Cârstea, Constantin (1949–2009), rumänischer Fußballspieler und -trainer
- Carsted, Samuel (1716–1796), deutscher evangelischer Theologe, Militärgeistlicher und Chronist
- Carsten Nielsen, Sofie (* 1975), dänische Politikerin (Radikale Venstre)
- Carsten, Albert (1859–1943), deutscher Architekt, preußischer Baubeamter und Hochschullehrer in Danzig
- Carsten, Catarina (1920–2019), deutsch-österreichische Schriftstellerin
- Carsten, Francis L. (1911–1998), deutsch-britischer Historiker
- Carsten, Peter (1928–2012), deutscher Schauspieler
- Carsten, Rudolf (1880–1954), deutscher Pflanzenzüchter bzw. Saatzüchter und Unternehmer
- Carstenn, Edward (1886–1957), deutscher Gymnasiallehrer und Historiker in Elbing
- Carstenn, Johann Anton Wilhelm von (1822–1896), deutscher Kaufmann, Unternehmer und Stadtentwickler
- Carstenn, Max (1888–1970), deutscher Altphilologe und Gymnasiallehrer
- Carstenn, Theodor (1855–1892), deutscher Kantor, Musiklehrer und Musikpublizist
- Carstennsen, Conny (1888–1957), deutscher Schauspieler, Filmregisseur und -produzent, Produktions- und Aufnahmeleiter
- Carstens, Agustín (* 1958), mexikanischer ÖkonomAgustín Carstens (* 1958)

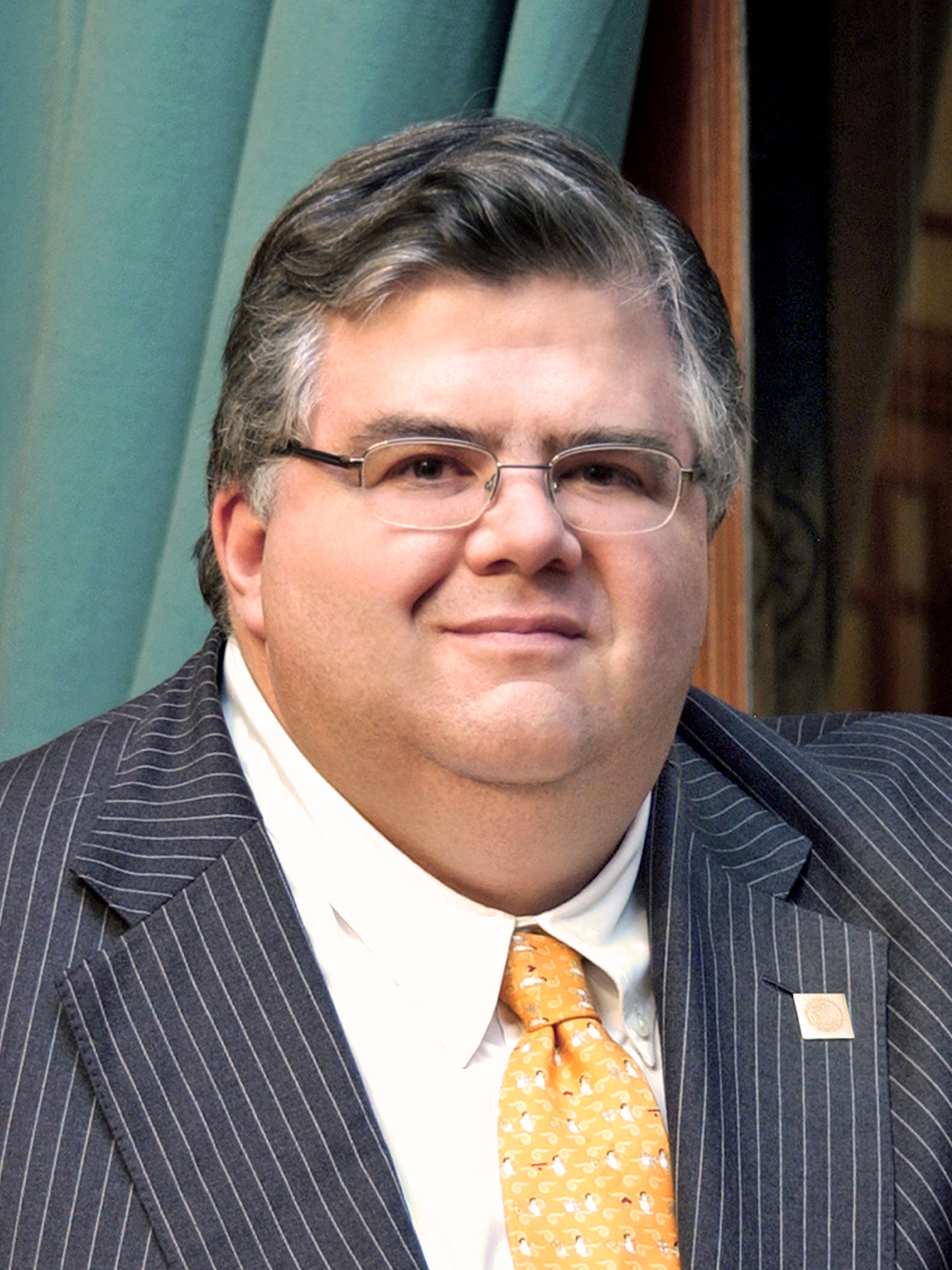
Agustín Carstens (* 1958)

- Carstens, Anton Paul Ludwig (1713–1768), deutscher evangelisch-lutherischer Pfarrer und Schriftsteller
- Carstens, Arno (* 1972), südafrikanischer Sänger
- Carstens, Asmus (1754–1798), deutscher Maler
- Carstens, Bruno (1918–2001), deutscher Schauspieler
- Carstens, Carolena (* 1996), panamaische Taekwondoin
- Carstens, Carsten Erich (1810–1899), deutscher lutherischer Theologe und Historiker
- Carstens, Christian Joachim (1781–1814), deutscher Arzt
- Carstens, Christian Nicolaus (1736–1819), deutscher Jurist und Experte im Lübischen Recht
- Carstens, Christiane (* 1958), deutsche Schauspielerin
- Carstens, David (1914–1955), südafrikanischer Boxer im Halbschwergewicht
- Carstens, David, Offizier der United States Army
- Carstens, Ernst (1872–1923), deutscher Unternehmer und Politiker (FVP, FVp), MdR
- Carstens, Ernst (1915–1986), deutscher Chemiker und Arzneimittelforscher
- Carstens, Florian (* 1998), deutscher Fußballspieler
- Carstens, Frank (* 1971), deutscher Handballspieler und -trainer
- Carstens, Fredrika Wilhelmina (1808–1888), finnlandschwedische Schriftstellerin
- Carstens, Friedrich Christian (1762–1798), deutsch-dänischer Maler
- Carstens, Goslar (1894–1978), deutscher Rechtsanwalt, Kommunalpolitiker, Heimatkundler und Autor
- Carstens, Gotthard Friedrich (1703–1780), Lübecker Kaufmann und Ratsherr
- Carstens, Gustav (1913–1973), deutscher Fußballspieler
- Carstens, Hans (1896–1975), deutscher Kommunalpolitiker
- Carstens, Hans (1921–1994), deutscher Politiker (FDP, CDU), MdL
- Carstens, Hans (1922–1973), deutscher FDGB-Funktionär und SED-Funktionär
- Carstens, Harold H. (1925–2009), US-amerikanischer Verleger und Buchautor
- Carstens, Heinrich (1849–1910), deutscher Lehrer, Volkskundler und Publizist
- Carstens, Jasper (1705–1759), deutscher Baumeister
- Carstens, Jens (* 1971), deutscher Schlagzeuger, Komponist, Produzent und Kinderbuch-AutorJens Carstens (* 1971)

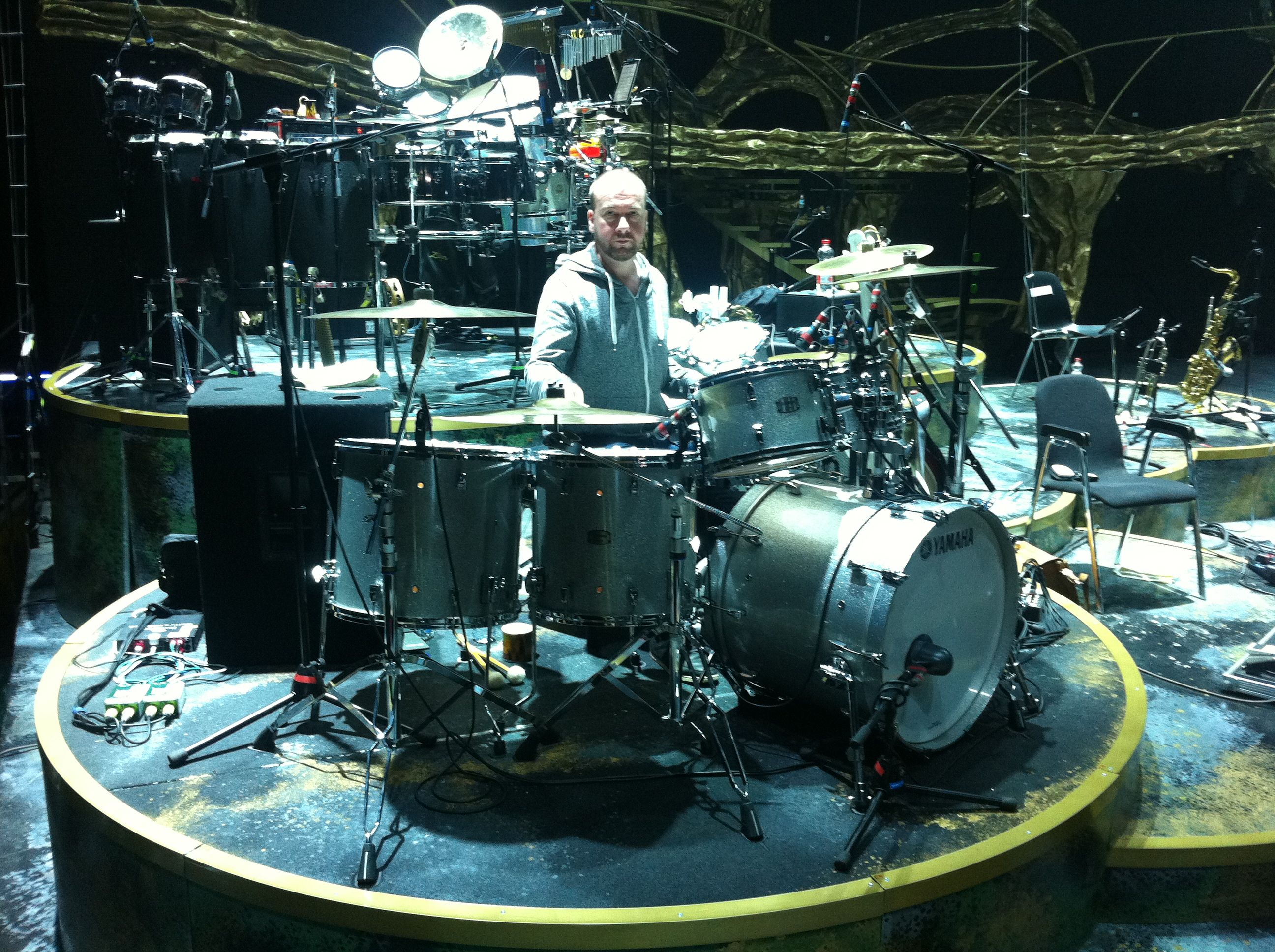
Jens Carstens (* 1971)

- Carstens, Joachim (1596–1673), deutscher Jurist und Syndikus
- Carstens, Joachim Friedrich (1632–1701), deutscher Jurist und Lübecker Ratsherr
- Carstens, Joachim Lothar (1655–1727), deutscher Jurist und Lübecker Bürgermeister
- Carstens, Johann Friedrich (1696–1761), deutscher Rechtswissenschaftler und Bürgermeister der Hansestadt Lübeck
- Carstens, Johann Heinrich (1738–1829), deutscher evangelisch-lutherischer Geistlicher und Senior des Geistlichen Ministeriums in Lübeck
- Carstens, Johann Joachim (1724–1790), deutscher Jurist und Ratssekretär der Hansestadt Lübeck
- Carstens, Julia (* 1989), deutsche politische Beamtin (CDU)
- Carstens, Julius Victor (1849–1908), deutscher Maler
- Carstens, Karl (1914–1992), deutscher Politiker (CDU), MdB, Bundespräsident der BRD (1979–1984)
- Carstens, Lina (1892–1978), deutsche Film- und TheaterschauspielerinLina Carstens (1892–1978)

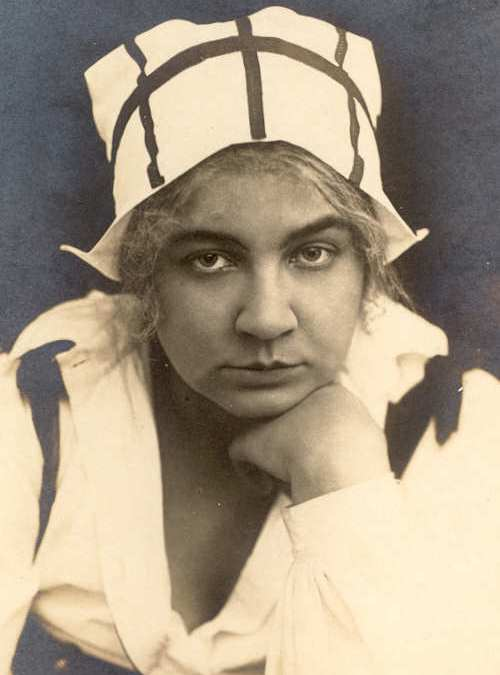
Lina Carstens (1892–1978)

- Carstens, Manfred (* 1943), deutscher Politiker (CDU), MdB
- Carstens, Meno Nicolaus (1701–1757), deutscher evangelisch-lutherischer Geistlicher und Hauptpastor am Lübecker Dom
- Carstens, Nikolaus (1668–1735), deutscher Kaufmann und Ratsherr der Hansestadt Lübeck
- Carstens, Otto (* 1981), deutscher Politiker (CDU)
- Carstens, Peter (1903–1945), deutscher Tierzuchtgenetiker und SS-Oberführer
- Carstens, Peter Heinrich (* 1937), deutscher General
- Carstens, Renate (1938–2019), deutsche Sprachwissenschaftlerin, Hochschullehrerin und Indonesistin
- Carstens, Thees (* 1967), deutscher Comic-Zeichner und Autor
- Carstens, Thomas (1881–1926), deutscher Politiker
- Carstens, Thomas Friedrich (1666–1734), deutscher Jurist und Ratssekretär der Hansestadt Lübeck
- Carstens, Uwe (* 1948), deutscher Politikwissenschaftler und Soziologe
- Carstens, Veronica (1923–2012), deutsche Ärztin und die Ehefrau des ehemaligen Bundespräsidenten Karl Carstens
- Carstens, Werner (1899–1948), deutscher Historiker und Archivar
- Carstens, Wilhelm (1869–1941), deutscher Ruderer
- Carstensen, Broder (1926–1992), deutscher Sprachwissenschaftler und Hochschullehrer
- Carstensen, Carsten (* 1962), deutscher Mathematiker und Hochschullehrer
- Carstensen, Christian (* 1973), deutscher Politiker (SPD), MdBChristian Carstensen (* 1973)

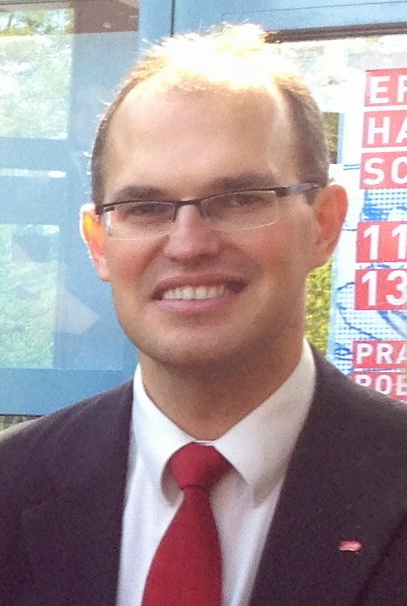
Christian Carstensen (* 1973)

- Carstensen, Edith (1926–2018), deutsche Scherenschnittkünstlerin
- Carstensen, Fritze (1925–2005), dänische Schwimmerin
- Carstensen, Georg (1812–1857), dänischer Offizier und Unternehmer
- Carstensen, Gert (1922–2008), deutscher Chirurg und Hochschullehrer
- Carstensen, Jacob (* 1966), dänischer Biologe und Ökologe
- Carstensen, Jan (* 1955), deutscher Volkskundler und Hochschullehrer
- Carstensen, Kai (* 1971), deutscher Ökonom und Hochschullehrer
- Carstensen, Kira, Filmproduzentin
- Carstensen, Lucas (* 1994), deutscher Radrennfahrer
- Carstensen, Margit (1940–2023), deutsche Theater- und Filmschauspielerin
- Carstensen, Peter Harry (* 1947), deutscher Politiker (CDU), MdB, MdL, Ministerpräsident von Schleswig-HolsteinPeter Harry Carstensen (* 1947)

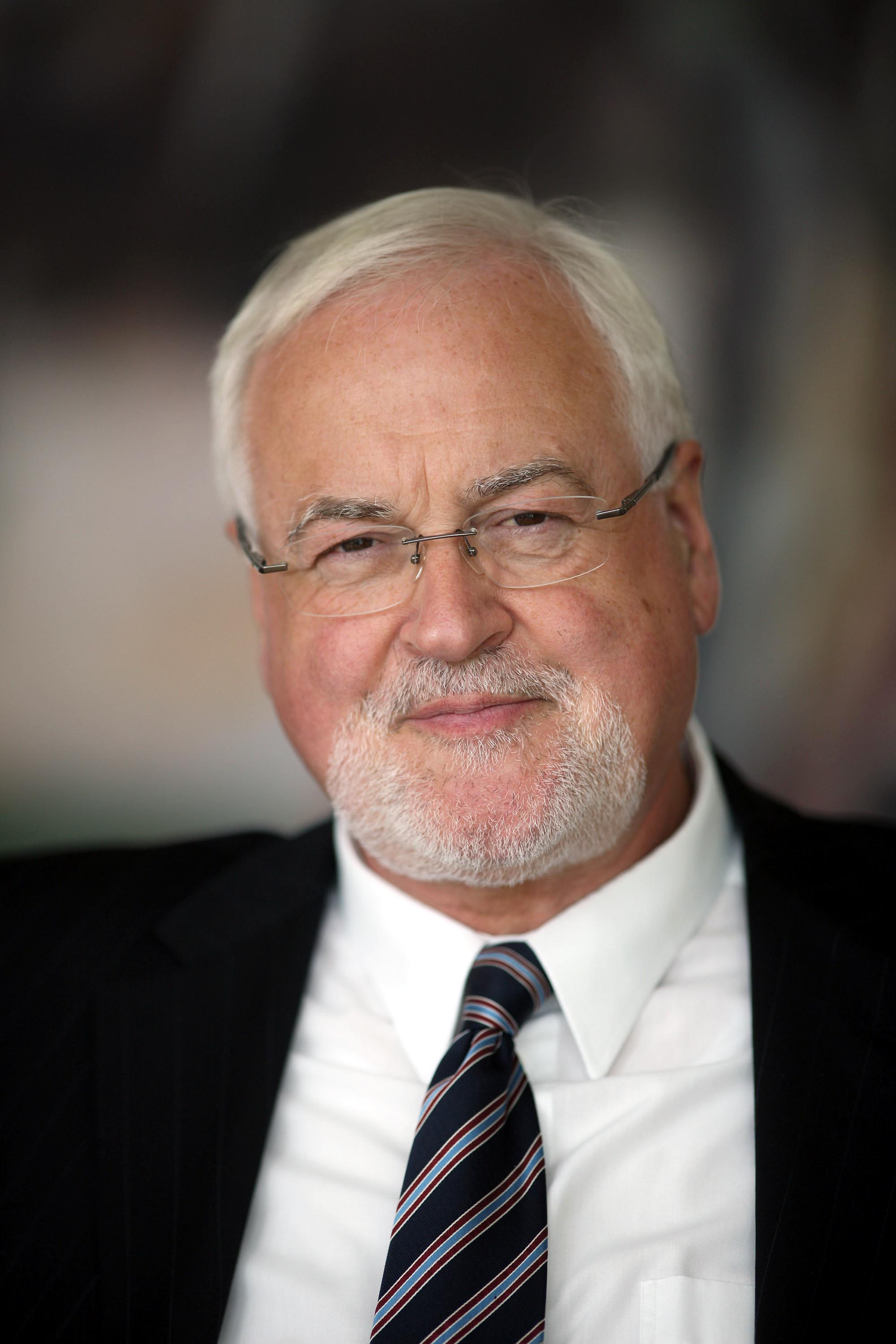
Peter Harry Carstensen (* 1947)

- Carstensen, Rasmus (* 2000), dänischer Fußballspieler
- Carstensen, Richard (1906–1992), deutscher Pädagoge und Autor
- Carstensen, Sandra (* 1971), deutsche Politikerin (CDU), MdB
- Carstensen, Stian (* 1971), norwegischer Jazz-Musiker
- Carstensen, Uwe B. (* 1955), deutscher Dramaturg, Lektor und Theaterregisseur
- Carstenszoon, Jan, niederländischer Seefahrer
- Carstn, deutscher DJ und Produzent
- Cârstoi, Mihaela (* 1971), rumänische Biathletin und Skilangläuferin

### Carsw
- Carswell, Catherine (1879–1946), schottische Autorin und Journalistin
- Carswell, Douglas (* 1971), britischer Politiker (Conservative Party), Mitglied des House of Commons
- Carswell, Joanna (* 1988), neuseeländische Tennisspielerin
- Carswell, Robert, Baron Carswell (1934–2023), britischer Richter und Jurist
- Carswell, Stuart (* 1993), schottischer Fußballspieler
- Carswell, Tim (* 1971), neuseeländischer Radsporttrainer